# 모르덴트
모르덴트는 꾸밈음의 일종이다. 떤음이라고도 한다. 주요음과 바로 아래의 인접음을 빠르게 왕복하는 것이다. 그 회수는 주로 음표의 길이로 결정한다. 이 왕복운동을 반복하는 것은 겹모르덴트라고 한다. 이에 대해 바로 위의 2도를 거치는 것은 프랄트릴러(Pralltriller) 또는 높은 모르덴트(upper mordent)라고 한다.
| 높은 모르덴트는 짧은 표시선으로 표시된다; 낮은 모르덴트는 그것을 통해 짧은 수직선과 동일하다.:                                 | 이 소리의 정보 | Piano mordents A passage firstly played with lower mordents, then played without. 이 파일을 듣기에 문제가 있으면 미디어 도움말 을 참조하세요. |
| 트릴과 마찬가지로, 모르덴트가 수행되는 정확한 속도는 작품의 박자에 따라 다르지만, 다음과 같이 중간 박자의 위가 실행될 수 있다: | 이 소리의 정보 | Piano mordents A passage firstly played with lower mordents, then played without. 이 파일을 듣기에 문제가 있으면 미디어 도움말 을 참조하세요. |